# Lowlands 2020
Lowlands 2020 zou de 28e editie zijn geweest van het Nederlandse muziek- en cultuurfestival Lowlands, voluit A Campingflight to Lowlands Paradise.
De voorverkoop voor deze editie startte op 8 februari. Het festival was binnen vijf uur uitverkocht. Onder de al bekendgemaakte namen bevonden zich onder meer Chemical Brothers, Liam Gallagher, Stormzy, Lewis Capaldi, Foals, London Grammar en Michael Kiwanuka. 
Op 21 april werd bekend dat door kabinetsmaatregelen vanwege de COVID-19-pandemie Lowlands 2020 niet doorging (zie ook Coronacrisis in Nederland). De terugbetaling van kaarten kwam samen met de melding dat kopers een mail zouden krijgen met daarin een code waarmee maximaal hetzelfde aantal kaarten voor Lowlands 2021 te kopen.